# جازمین کارلین
جازمین کارلین (به انگلیسی: Jazmin Carlin) (زادهٔ ۱۷ سپتامبر ۱۹۹۰) شناگر اهل ولز است.